# Châtres (Sena y Marne)
 Châtres  es una población y comuna francesa, en la región de Isla de Francia, departamento de Sena y Marne, en el distrito de Melun y cantón de Tournan-en-Brie.

## Demografía
| 237 | 179 | 283 | 494 | 530 | 555 |
| Para los censos de 1962 a 1999 la población legal corresponde a la población sin duplicidades (Fuente: INSEE [Consultar]) |     |     |     |     |     |